# Beuno
Beuno – żyjący na przełomie VI/VII wieku walijski mnich, święty katolicki.
Informacje o tej postaci pochodzą z późnego Vitae zachowanego w rękopisie w  języku walijskim (datowanego na 1346 r.).
Beuno według tych źródeł był krewnym św. Kadoka, powierzonym wychowaniu św. Tangwenowi. Już jako mnich miał być założycielem dwóch opactw i autorem Tiboeth Beuno. Odnotowano ślady wczesnego kultu na terenach północnej Walii co znajduje potwierdzenie w podaniach ludowych i zapiskach. Jako datę śmierci podaje się 642 lub 660 rok.
Wspominany był 25 kwietnia.